# 金櫛鱗鰨
金櫛鱗鰨為輻鰭魚綱鰈形目鰨亞目鰨科的其中一種，為熱帶海水魚，分布於中太平洋東部社會群島海域，棲息深度15-24公尺，體長可達3.5公分，棲息在礫石底質底層水域，生活習性不明。